# Oiselay-et-Grachaux
Oiselay-et-Grachaux è un comune francese di 405 abitanti situato nel dipartimento dell'Alta Saona nella regione della Borgogna-Franca Contea.

## Società

### Evoluzione demografica
Abitanti censiti